# Road to the North Pole
Road to the North Pole (titulado El viaje al Polo Norte en Hispanoamérica y Camino del Polo Norte en España) es el séptimo episodio de la novena temporada de la serie Padre de familia, el sexto tipo Road to... y el segundo navideño después de A Very Special Family Guy Freakin' Christmas emitido el 12 de diciembre de 2010 en Estados Unidos a través de FOX. La dinámica es la misma que en los otros episodios de Road to en los que Brian y Stewie emprenden un viaje largo partiendo desde Quahog, en esta ocasión, ambos viajan al Polo Norte en busca de Santa Claus. El episodio cuenta con la colaboración Ron MacFarlane, padre de Seth MacFarlane que aparece cómo narrador del mismo. El episodio está escrito por Chris Sheridan y Danny Smith y dirigido por Greg Colton.

## Argumento
Mientras la familia Griffin escribe sus cartas navideñas, Brian acompaña a Stewie a un centro comercial para ver a Santa Claus, sin embargo se encuentran una cola interminable, por lo que los dos al ver a Quagmire entre los presentes, deciden colarse detrás de él. Pero cuando Brian trata de entablar amistad con Quagmire, acaba insultando sin querer a su sobrina, la cual padece de cáncer cerebral originando un altercado entre este y el can que les hace volver al final de la cola. Una vez la cola empieza a disminuir llega la oportunidad de Stewie para pedirle los regalos además de tratar de sobornarle, pero es demasiado tarde y el "Santa" decide tomarse un descanso. Ofendido por ese gesto, Stewie decide viajar al Polo Norte para vengarse de él. Al día siguiente, Stewie trata de convencer a Brian de que le lleve al Polo Norte con su coche, pero se niega en rotundo hasta que Lois recibe una llamada de Quagmire en el que le comunica que el desafortunado suceso del centro comercial ha hecho empeorar la situación de su sobrina y que deberían ir al hospital para darle apoyo a su vecino, ante estas palabras, Brian accede a llevarle. Lejos de llevarle a donde quería, el can le lleva hasta un parque infantil que simula ser el Polo Norte, sin embargo, Stewie no tarda en descubrir la farsa y amenaza a Brian con dispararle si no le lleva a su punto de destino. Cuando le pregunta el por qué de tanta obsesión, Stewie le revela que pretende matar a Santa Claus por lo del centro comercial, por su parte, Brian trata de disuadirle sin llegar a revelarle la inexistencia del personaje, pero es incapaz de retenerle ya que decide seguir su camino junto con un camiónero que se dirige al norte, a continuación, Brian inicia una persecución para recuperar al lactante, el cual tras jugar con una pistola de bengalas acaba provocando un accidente de tráfico en cadena entre el que se ve implicado también Brian, cuyo coche acaba en siniestro total. Furioso, le revela a Stewie que sus intentos de acabar con Santa Claus son banales porque no existe, sin embargo Stewie trata de demostrarle lo contrario y decide seguir haciendo autostop hasta que un canadiense del Club del Automóvil les regala su motonieve (aparte de su pierna) para que sigan su camino.
Tras hacer un trato con Brian, finalmente decide acompañarle en la aventura y prosiguen el camino juntos, pero a pocos kilómetros y en mitad de la noche, la motonieve se queda sin gasolina, pronto reciben la ayuda de la Aurora Boreanaz, la cual les aconseja que anden unas cuantas millas hasta llegar a una cabaña abandonada donde resguardarse del frío y seguir a pie por la mañana. Mientras el frío y la nieve se intensifican, los dos llegan ante una enorme puerta para regocijo de Stewie ante la posibilidad de haber llegado finalmente al Polo Norte, sin embargo lo que se encuentran es totalmente diferente a lo que la gente se piensa. Lejos de ser el típico lugar donde se respira un alegre ambiente navideño resulta ser un sitio tétrico y escabroso, pronto se encuentran ante el verdadero Santa Claus en un estado deplorable y enfermo. Stewie decide seguir adelante con su plan hasta que descubre que Santa Claus quiere morir. Estupefactos y tras preguntarle por qué de sus motivos para no seguir viviendo más, este les enseña la factoría donde trabajan y malviven los elfos y los renos, los cuales, fruto del crecimiento demográfico mundial y de la codicia y egoísmo han ido desarrollando mutaciones y enfermedades que hacen de sus vidas un tormento, pero cuando Brian y Stewie tratan de convencerle de que hacer feliz a los niños hace valer la pena tanto esfuerzo, Santa Claus sufre un colapso cardíaco que le obliga guardar reposo. Con la Navidad en peligro, Brian decide suplirle y repartir los regalos junto con Stewie, sin embargo, el trabajo de Santa Claus resulta ser más difícil de lo que pensaban, ya que en la primera casa son descubiertos por los propietarios a causa de los continuos ruidos que producen ambos (el impacto de los renos mágicos en la copa de un árbol, los golpes del trineo, la caída de los regalos al jardín, la rotura de una ventana después de olvidarse de quitar el pestillo a la puerta, etc.), todo esto hace alertar al dueño de la casa que tras descubrir a los asaltantes amenaza con llamar a la policía hasta que Stewie le arrea hasta la muerte con un bate de béisbol, pero sus problemas no quedan ahí, ya que su mujer y la hija de ambos ven el cuerpo y tratan de huir, hasta que son retenidos por Brian siendo la mujer noqueada por Stewie con el mismo bate mientras que Brian trata de buscar a toda prisa algo que sirva de mordaza para que la niña pare de llorar por su madre inconsciente. Ante tal desaguisado, Brian y Stewie deciden limpiar la casa de sangre (lo cual les lleva una hora y media) ante los ojos aterrados de la pequeña y sus padres inconscientes también maniatados, una vez terminan van en busca del niño al que pertenece el bate, pero cuando la niña les dice que es hija única caen en la cuenta de que se han equivocado de casa, pero los problemas siguen puesto que la alarma de la casa ha saltado y la policía va de camino, al darse cuenta de que la han fastidiado, Brian y Stewie deciden huir sin los renos del árbol (los cuales aparecen devorándose los unos a los otros). Lamentándose de haber arruinado las navidades, Brian decide volver al norte para intentar salvar la Navidad.
A la mañana siguiente en Quahog, Peter descubre que no hay ningún regalo bajo el abeto, destrozados los Griffin por el suceso miran las noticias donde hacen mención del suceso de la falta de regalos. Brian y Stewie interrumpen el informativo y muestran al mundo entero a Santa Claus en silla de ruedas para explicarles que este año no habrá Navidad por el mal estado en el que se encuentra el hombre puesto que el sobresfuerzo y la avaricia de la humanidad le está matando y que si quieren salvar la Navidad deben limitar su petición de regalos a uno por persona. Finalmente todos acceden a su sugerencia y deciden esperar al año que viene. Un año después, el Polo Norte vuelve a ser una factoría navideña alegre donde un risueño Santa Claus y los elfos recuperan su salud. El episodio finaliza con los Griffin recibiendo y abriendo sus regalos.

## Producción
Road to the North Pole es el sexto episodio tipo Road to... emitido a lo largo de las temporadas de la serie. El episodio está dirigido por Greg Colton siendo este su primer trabajo desde Go Stewie Go. A la vez, es el tercer Road to de Colton tras Road to Germany y Road to the Multiverse. El episodio está escrito por Chris Sheridan y Danny Smith, primero desde Partial Terms of Endearment. La duración del capítulo es de aproximadamente una hora con tres números musicales. Ron MacFarlane, padre de Seth hizo de narrador. También es el primer episodio compuesto por Ron Jones.
Dos de las actuaciones musicales: All I Really Want for Christmas y Christmastime is Killing Us estuvieron disponibles para descargas digitales a través de iTunes, el primero el 10 de diciembre de 2010 y el último una semana antes.